# 三城輝子
三城 輝子（さんじょう てるこ、1917年4月23日 - 1980年10月17日）は、日本の女優。本名、河合 喜久代。
父親は大都映画創業者の河合徳三郎。同じ大都映画の女優、琴路美津子・大河百々代は異母妹。孫は女優の河合亞美

## 出演作品
1933年
- 呪文秘帖
- 霧の中の仁侠児
- 江戸の華出世の纏
- 浮世絵信州攻め
- 捨売百両笠